# Coenosia gracilis
Coenosia gracilis är en tvåvingeart som beskrevs av Stein 1916. Coenosia gracilis ingår i släktet Coenosia och familjen husflugor. Inga underarter finns listade i Catalogue of Life.